# ADN nuclear

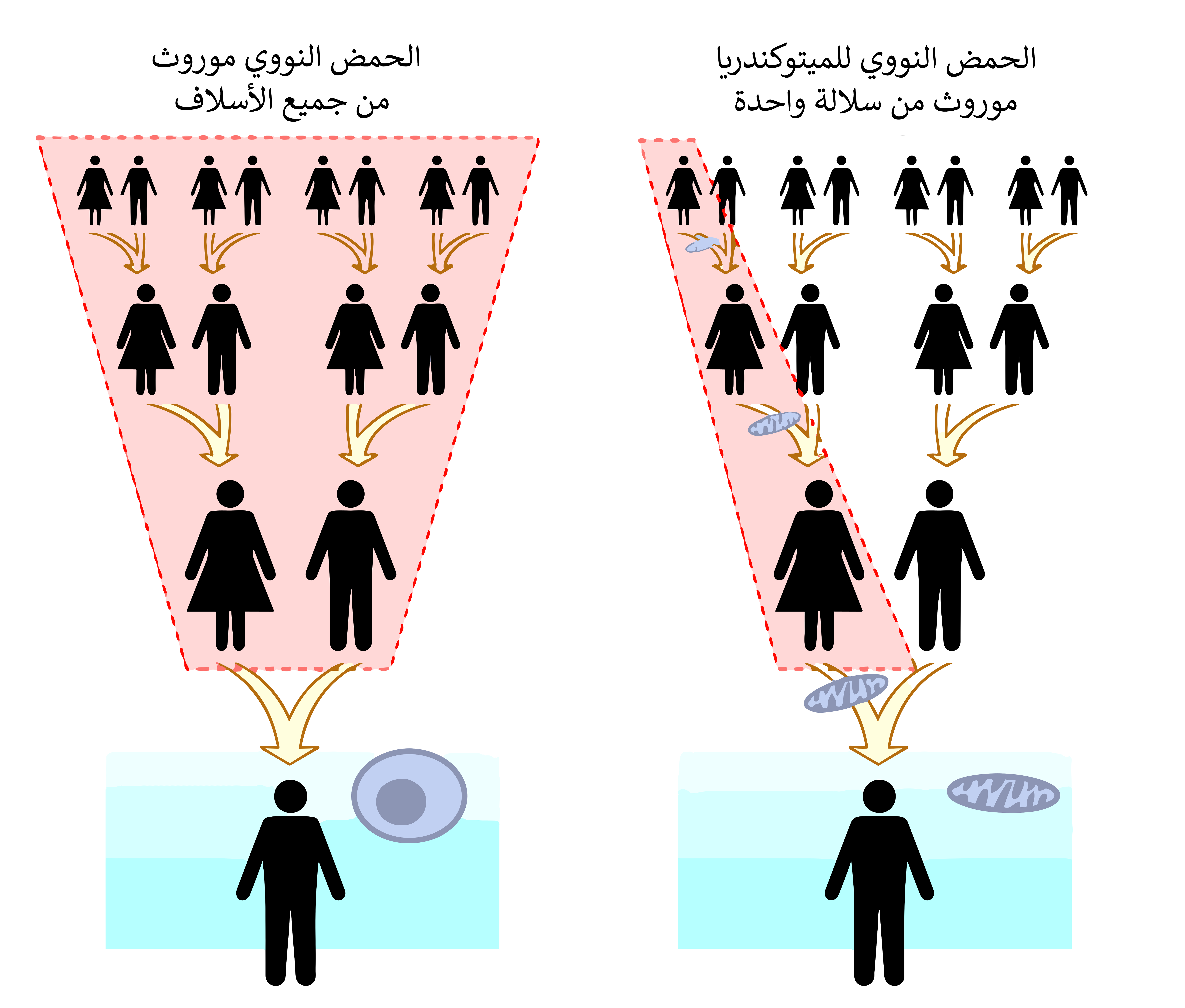
DNA Mitocondrial versus DNA Nuclear

Ácido desoxirribonucleico nuclear, DNA nuclear ou ADN nuclear (nDNA), é DNA contido num núcleo de organismos Eukaryota. Na maioria dos casos ele codifica o genoma que o DNA mitocondrial e é passado sexualmente mais que matrilinearmente. O DNA nuclear é o DNA mais comumente usado em exames forenses.